# Joseph von Keller
Joseph von Keller, född den 31 mars 1811 i Linz am Rhein, död den 30 maj 1873, var en tysk kopparstickare.
von Keller studerade först i Bonn, slog sig sedan ned i Düsseldorf, där han 1846 blev professor i kopparstickarkonst. Hans främsta gravyrer är Disputa, Treenigheten, från San Severo i Perugia, och Sixtinska madonnan. Bland Kellers lärjungar märks hans bror Franz Keller (1821–1896), som utfört många förträffliga blad.  